# Boris Herrmann (Segler)
Boris Herrmann (* 28. Mai 1981 in Oldenburg) ist ein deutscher Berufs-Segelsportler. Zusammen mit Pierre Casiraghi gründete er 2016 das Segelsportteam Team Malizia.

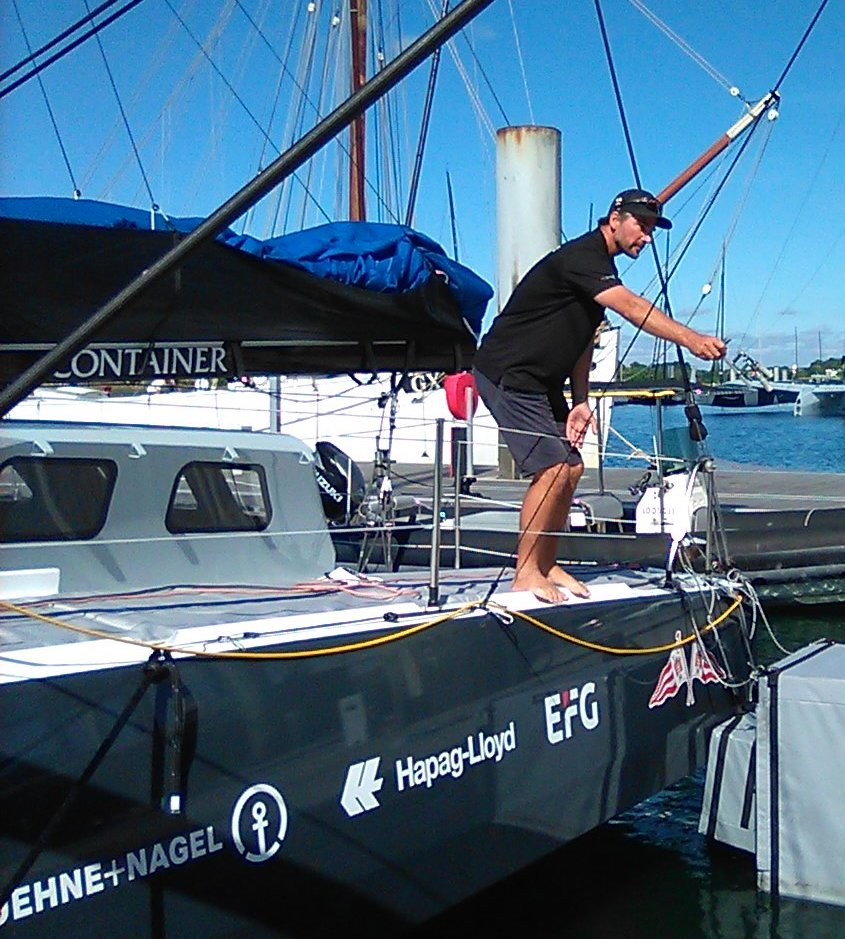
Boris Herrmann im Juli 2022 auf der Malizia-Seaexplorer

## Sportlicher Werdegang
Als Sohn segelbegeisterter Eltern wuchs Boris Herrmann in Oldenburg auf. Schon als Säugling wurde er aufs elterliche Boot mitgenommen. Er verbrachte viel Zeit seiner Kindheit und Jugend auf dem elterlichen Boot im nahen Wattenmeer und später auf Ost- und Nordsee. Schon mit drei Jahren wurde er wegen Atemwegsproblemen auf ärztlichen Rat möglichst viel zum Boot mitgenommen und konnte auf Sandbänken in der Nordsee spielen. Nach ersten Segelregattaerfahrungen in den Klassen Optimist, 420er und 470er stieg Herrmann zusammen mit seinem Schulfreund Julien Kleiner auf die anspruchsvolle 2-Mann-Jolle 505er um. In dieser Zeit begann Hasso Plattners Engagement in dieser Klasse mit der Sponsorship von wichtigen Regatten wie Welt- und Europameisterschaften. Plattner lud Herrmann und Kleiner als aufstrebende Talente zu Trainingseinheiten in Übersee ein, wo sie mit semiprofessionellen Kreisen in Kontakt kamen. Parallel dazu segelte Herrmann als 19-Jähriger und damit jüngster Segler die Mini-Transat-Regatta von Frankreich nach Brasilien, die er mit Platz 11 unter 84 Teilnehmern abschloss.
Als 22-Jähriger kaufte er eine Class40-Yacht nur Monate vor dem Artemis Transat Rennen, das er nach kurzer Vorbereitung hinter Giovanni Soldini auf Platz 2 beendete. Daraufhin fand er mit dem segelbegeisterten Unternehmer Niels Stolberg einen Sponsor für das Portimão Global Ocean Race. Erstmals nach dem Whitbread Round the World Race 1989/1990, das 2001 in Volvo Ocean Race umbenannt wurde, gelang damit einem deutschen Profiteam auf einem deutschen Schiff ein Etappensieg und schließlich der Gesamtsieg bei einem internationalen Hochseerennen.
Giovanni Soldini kaufte später den VOR 70 Maserati und spezialisierte sich auf Regatten und Rekordfahrten über die Ozeane. Die folgenden fünf Jahre nahm Herrmann neben anderen seglerischen Aktivitäten als Navigator an mehreren Rennen auf der Maserati teil, darunter Kapstadt nach Rio, New York nach San Francisco und San Francisco nach Shanghai.

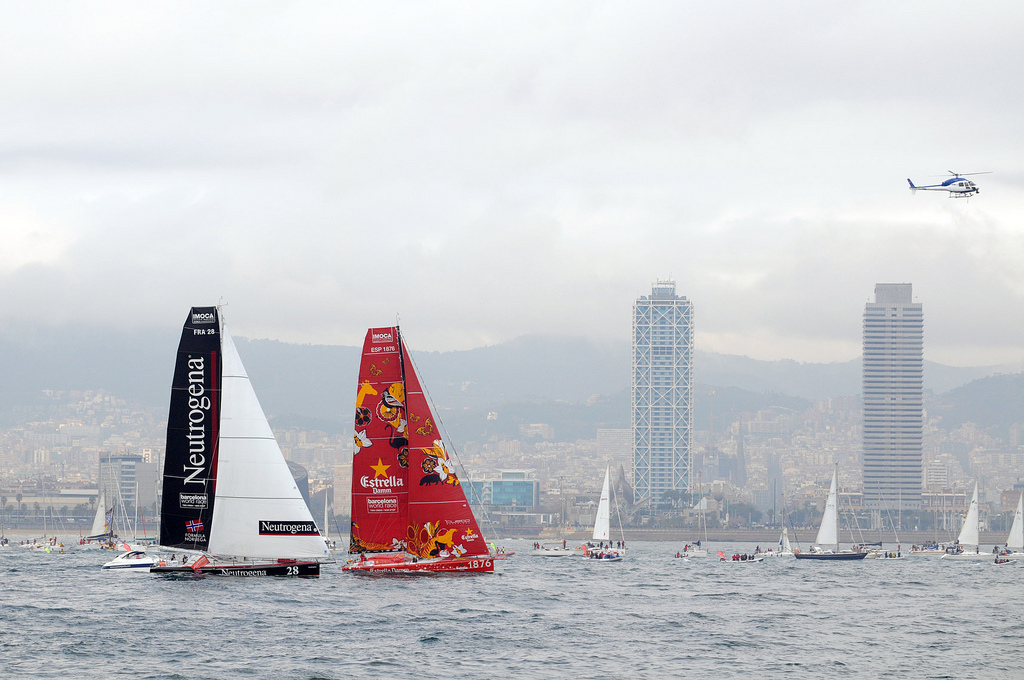
Herrmann auf der Neutrogena (links, mit schwarzweißen Segeln) beim Start zum Barcelona World Race 2010/2011

Im November 2015 startete Herrmann als Crewmitglied des Trimarans IDEC Sport den Versuch, bei der Jules Verne Trophy die Erde in Rekordzeit zu umsegeln. Den Weltrekord von 45 Tagen und knapp 14 Stunden verpasste das Team aufgrund ungünstiger Wetterlagen im Südatlantik. Die Zeit der IDEC Sport lag bei 47 Tagen, 14 Stunden, 47 Minuten und 38 Sekunden. Im Herbst 2016 nahmen Herrmann und die Crew der IDEC Sport einen neuen Anlauf, den Versuch brachen sie wetterbedingt nach sechs Tagen ab. Im selben Winter startete die IDEC Sport erneut zu einem Rekordversuch, diesmal ohne Boris Herrmann, der sich dem Aufbau seines IMOCA-Projekts widmete.
Schon früh gab Herrmann sein Ziel aus, die Vendée Globe 2016 zu bestreiten, scheiterte jedoch bei dem Versuch, Sponsoren zu finden. Stattdessen nahm er 2010/11 am Barcelona World Race auf einer gecharterten Imoca teil, das er zusammen mit seinem amerikanischen Co-Skipper Ryan Breymaier auf Platz 5 beendete.
Über sein Engagement auf Soldinis Maserati lernte Herrmann Pierre Casiraghi kennen, den Präsidenten des Yacht Clubs von Monaco, und gründete mit ihm das Segelsportteam Team Malizia. Sie fanden in Gerhard Senft einen privaten Förderer aus Deutschland, der die Imoca Edmond de Rothschild, ex Gitana 16 kaufte. Die 2015 gebaute Yacht segelt unter dem Namen Malizia II mit Herrmann als Skipper Seeregatten. Zusammen mit Thomas Ruyant erreichte er beim Transatlantikrennen Transat Jacques Vabre den fünften Platz. Auf Herrmanns Initiative hin wurde in die Yacht ein automatisches Labor der Gemeinschaftsinitiative des GEOMAR Helmholtz-Zentrums für Ozeanforschung Kiel, des Kieler Forschungsnetzwerks „Ozean der Zukunft“ und des Max-Planck-Institut für Meteorologie in Hamburg verbaut, das regelmäßig die Temperatur, den CO2-Gehalt, den pH-Wert und den Salzgehalt im Wasser misst und jede 20 Sekunden über Funk an eine Datenbank sendet.
Schließlich fand er ein internationales Logistikunternehmen als Sponsor, um an der Vendée Globe 2020/21 teilzunehmen. Der Sponsor benannte die Yacht in Seaexplorer – Yacht Club de Monaco um. Boris Herrmann nahm mit seiner Yacht 2020/2021 als erster Deutscher – abgesehen von der Deutsch-Französin Isabelle Joschke – an der prestigeträchtigen Regatta teil, die am 8. November 2020 vor Les Sables-d’Olonne im Département Vendée in Frankreich startete. Während der Vendée Globe war Herrmann im Südpolarmeer an der Such- und Rettungsaktion für den schiffbrüchigen französischen Teilnehmer Kevin Escoffier beteiligt, der schließlich von Jean Le Cam an Bord genommen wurde. Die Beteiligung brachte ihm eine Zeitgutschrift von sechs Stunden ein. Am Tag vor seiner Ankunft in Les Sables rammte seine Yacht, noch in dritter Position im Rennen, in der Bucht von Biscaya das Fischereifahrzeug Hermanos Busto und wurde derart schwer beschädigt, dass Herrmann lediglich mit reduzierter Geschwindigkeit den Zielhafen erreichen konnte und unter Berücksichtigung der Zeitgutschrift den fünften Platz belegte.
Am 8. Februar 2021 wurde er Sieger der 2018–21 IMOCA Globe Series Championship, vor Yannick Bestaven und Charlie Dalin.
Mit seiner 2022 neu gebauten Yacht Malizia-Seaexplorer startete Herrmann am 9. November 2022 bei der traditionsreichen Hochseeregatta Route du Rhum. Nach technischen Problemen konnte er diese am 24. November 2022 auf dem 24. Platz der IMOCA-Klasse beenden und sich dadurch für die Vendée Globe 2024/25 qualifizieren.
Am 15. Januar 2023 startete Herrmann als Skipper gemeinsam mit seinem Team als eins von fünf Booten in der IMOCA-Klasse die Regatta The Ocean Race, wobei die Teams in 7 Etappen bis 27. Juni 2023 die Welt umsegelten.
Die Vendee Globe 2024/2025 beendete er auf dem 12. Platz von 40 Teilnehmern.
Hermann startet für den Norddeutschen Regatta Verein.

„Ich bin auf See der einzige Mensch auf Erden. Das ist ein Hochgefühl der Freiheit, der Weite, der tollen Farben“

## Sportliche Erfolge
| Bootsklasse | Platz | Regatta                                                                               | Jahr    | Bemerkungen          |
| ----------- | ----- | ------------------------------------------------------------------------------------- | ------- | -------------------- |
| 505er       | 1     | Deutsche Meisterschaft                                                                | 2007    |                      |
| 505er       | 1     | EuroCup                                                                               | 2005    |                      |
| 505er       | 6     | Weltmeisterschaft                                                                     | 2006    |                      |
| Classe Mini | 11    | Mini Transat                                                                          | 2001    | einhand              |
| Classe Mini | 10    | Mini Fastnet                                                                          | 2001    | einhand              |
| Class40     | 1     | Portimão Global Ocean Race                                                            | 2008/09 | mit Felix Oehme      |
| Class40     | 2     | Artemis Transat                                                                       | 2008    |                      |
| Imoca       | 5     | Barcelona World Race                                                                  | 2010/11 | mit Ryan Breymaier   |
| Imoca       | 4     | Transat Jacques Vabre                                                                 | 2017    | mit Thomas Ruyant    |
| Imoca       | 3     | Rolex Fastnet Race                                                                    | 2017    | mit Pierre Casiraghi |
| Imoca       | 5     | Route du Rhum                                                                         | 2018    | einhand              |
| Imoca       | 7     | Rolex Fastnet Race                                                                    | 2019    | mit Will Harris      |
| Imoca       | 12    | Transat Jacques Vabre                                                                 | 2019    | mit Will Harris      |
| Imoca       | 7     | Vendée-Arctique – Les Sables d’Olonne                                                 | 2020    | einhand              |
| Imoca       | 5     | Vendée Globe                                                                          | 2020/21 | einhand              |
| Imoca       | 3     | The Ocean Race Etappe 1 Alicante–Kap Verde                                            | 2023    | Team Malizia         |

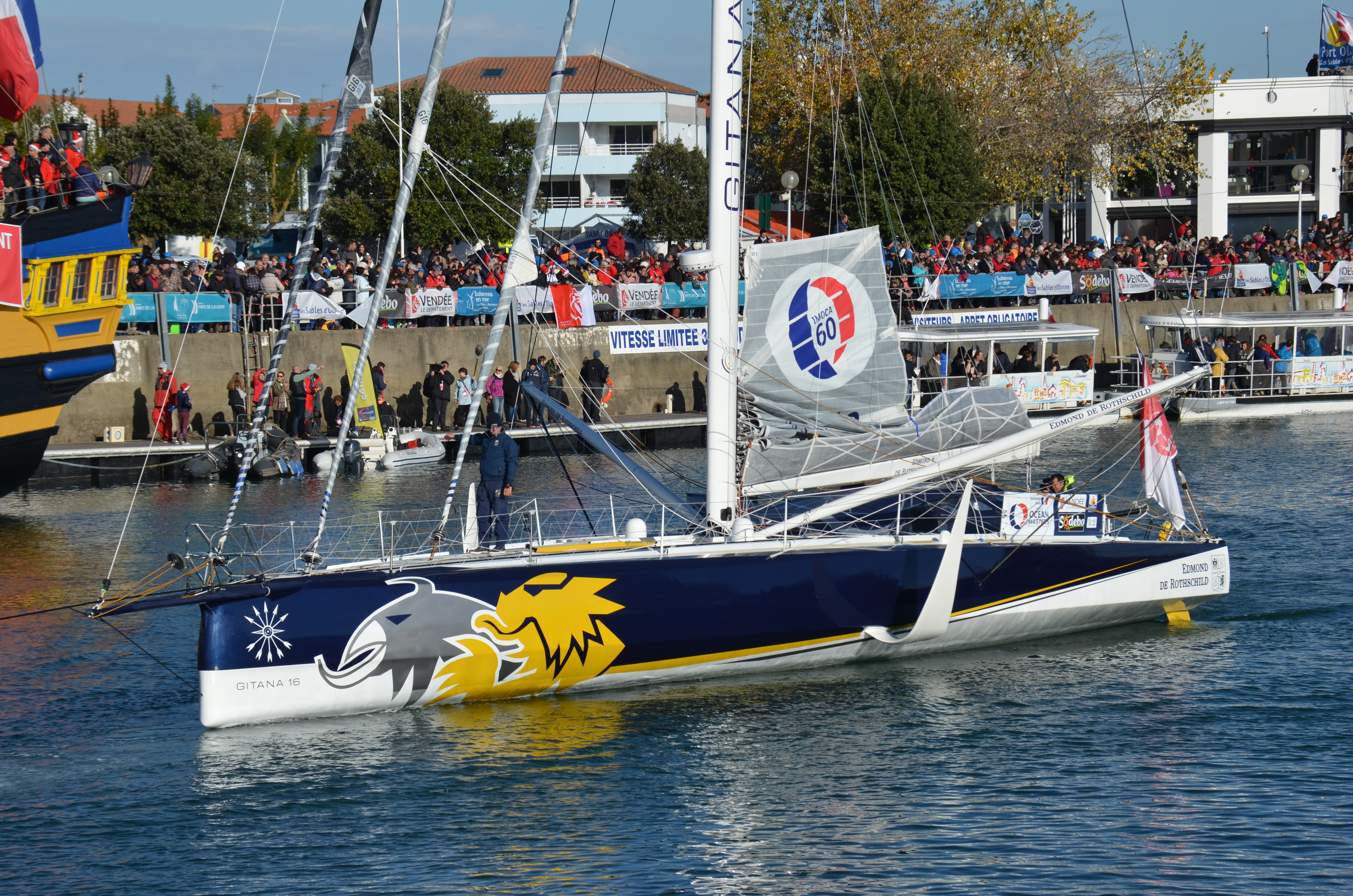
Herrmanns Imoca-Yacht: ehemals Gitana 16, später Seaexplorer - Yacht Club de Monaco

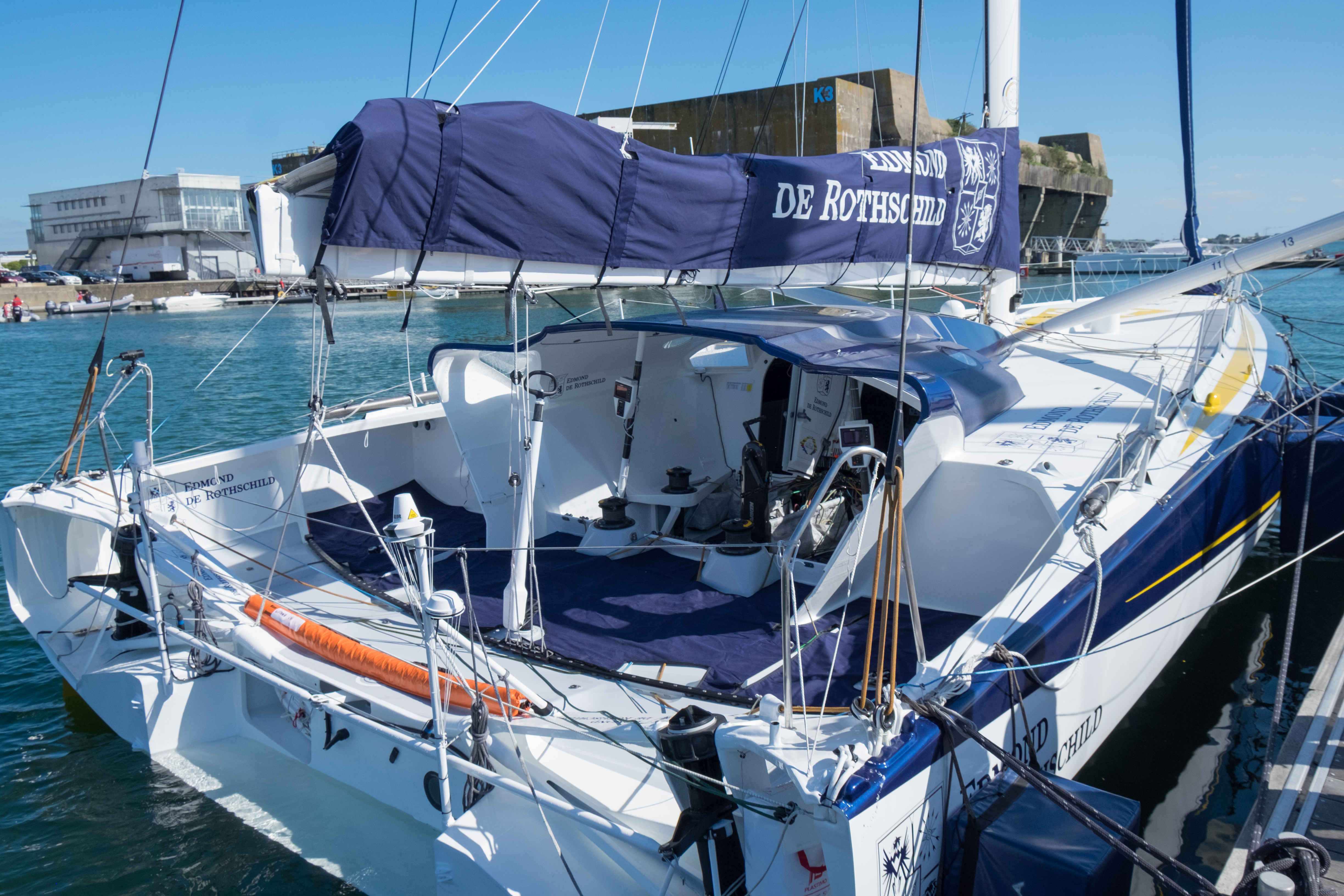
Cockpit der Gitana 16, später Seaexplorer - Yacht Club de Monaco

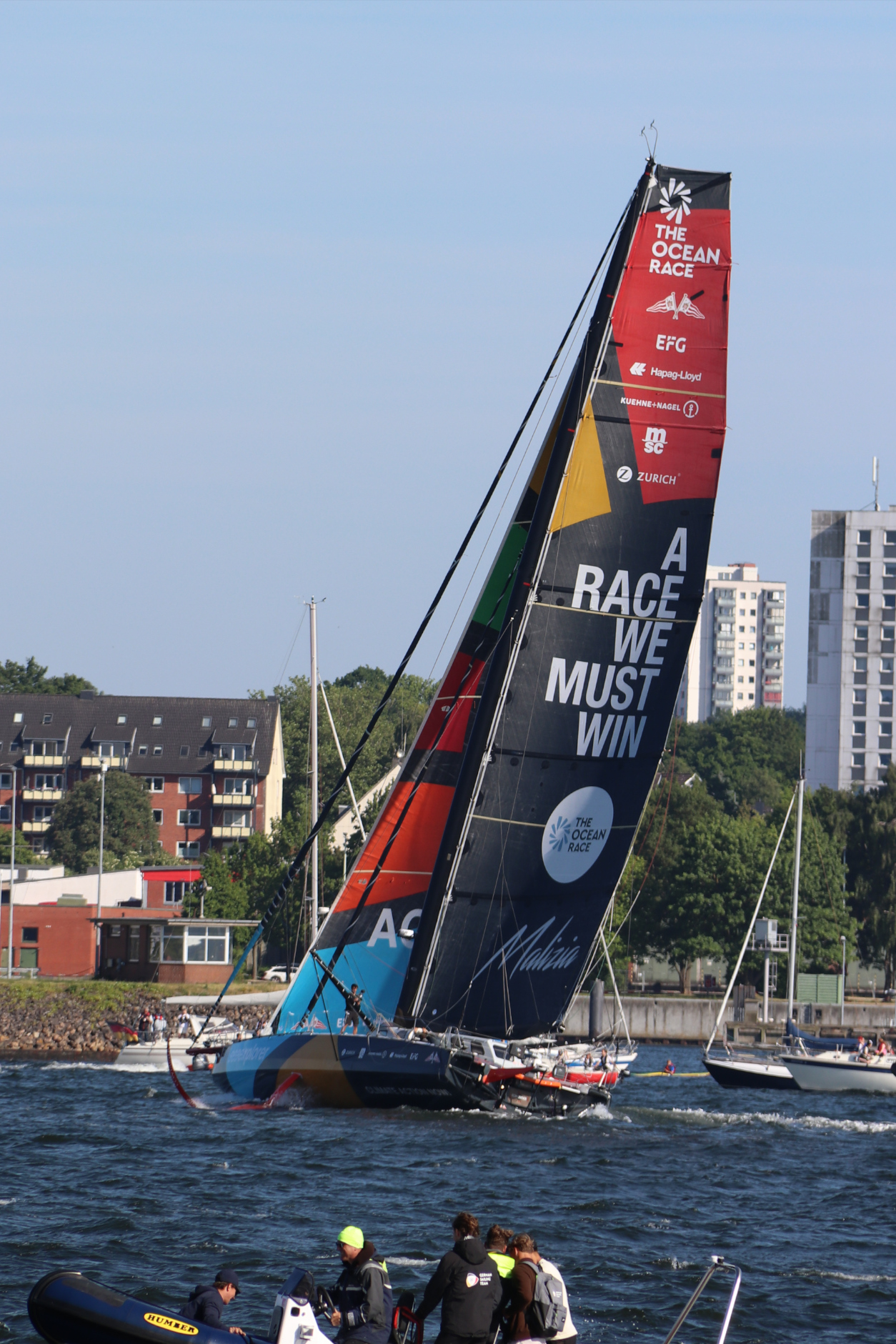
Malizia-Seaexplorer an der Fly-By-Wendemarke in Kiel, 9. Juni 2023

| Imoca       | 1     | The Ocean Race Etappe 3 Kapstadt–Itajaí Als Teilstrecke davon: Roaring Forties Trophy | 2023    | Team Malizia         |
| Imoca       | 3     | The Ocean Race Etappe 5 Newport–Aarhus                                                | 2023    | Team Malizia         |
| Imoca       | 3     | The Ocean Race Etappe 6 Aarhus–Den Haag                                               | 2023    | Team Malizia         |
| Imoca       | 1     | The Ocean Race Etappe 7 Den Haag–Genua                                                | 2023    | Team Malizia         |
| Imoca       | 3     | The Ocean Race Gesamtergebnis                                                         | 2023    | Team Malizia         |
| Imoca       | 2     | The Ocean Race In-Port Races Gesamtergebnis                                           | 2023    | Team Malizia         |
| Imoca       | 7     | Défi Azimut - Lorient Agglomération                                                   | 2023    | mit Will Harris      |
| Imoca       | 7     | Transat Jacques Vabre                                                                 | 2023    | mit Will Harris      |
| Imoca       | 4     | Retour à la Base                                                                      | 2023    | einhand              |
| Imoca       | 2     | The Transat CIC                                                                       | 2024    | einhand              |
| Imoca       | 2     | New York Vendée Les Sables D‘Olonne                                                   | 2024    | einhand              |
| Imoca       | 12    | Vendée Globe                                                                          | 2024/25 | einhand              |

Weltrekord
Am 26. Mai 2023 stellte Boris Hermann beim The Ocean Race 2022/23 während der 5. Etappe von Newport nach Aarhus mit seinem Boot der Malizia-Seaexplorer und seiner Crew Will Harris, Rosalin Kuiper und Yann Eliès sowie dem Onboard-Reporter Antoine Auriol einen neuen 24 Stunden Geschwindigkeitsrekord der Einrumpfbootsklassen bis 60 Fuß (IMOCA), sowie der Einrumpfboote aller Klassen auf. Er überbot mit 641,13 nm den keine 24 Stunden vorher aufgestellten Rekord von Kevin Escoffier mit dem Team Holcim-PRB über 640,91 nm. Beide Boote übertrafen in der gleichen Etappe des Ocean Race 2022/23 den alten Rekord aus dem Jahr 2015 des 100 Fuß Schiffes Comanche über 618,01 nm.

## Auszeichnungen
- 2009: Trans-Ocean-Preis[44]
- 2010: German Offshore Award – Senatspreis der Freien und Hansestadt Hamburg[45]
- 2021: IMOCA Globe Series Champion 2018–2021
- 2021: Trans-Ocean-Preis[46]
- 2021: Hamburgs Sportler des Jahres[47]
- 2023: Ehren-Schleusenwärter[48]
- 2024: Bundesverdienstkreuz am Bande – Vorgeschlagen von Peter Tschentscher[49]

## Ausbildung und Engagement
Nach dem Abitur am Neuen Gymnasium Oldenburg studierte Herrmann neben seinen sportlichen Aktivitäten Ökonomie in Bremen mit dem Schwerpunkt Nachhaltiges Management und schloss mit der Note 1,8 ab.
Zusammen mit seiner Frau Birte Lorenzen-Herrmann unterrichtet er Schüler zum Thema Klimawandel und zu den Weltmeeren. Das Ehepaar wohnt zusammen mit der gemeinsamen Tochter in Hamburg-Ottensen.
Atlantiküberquerung mit Greta Thunberg

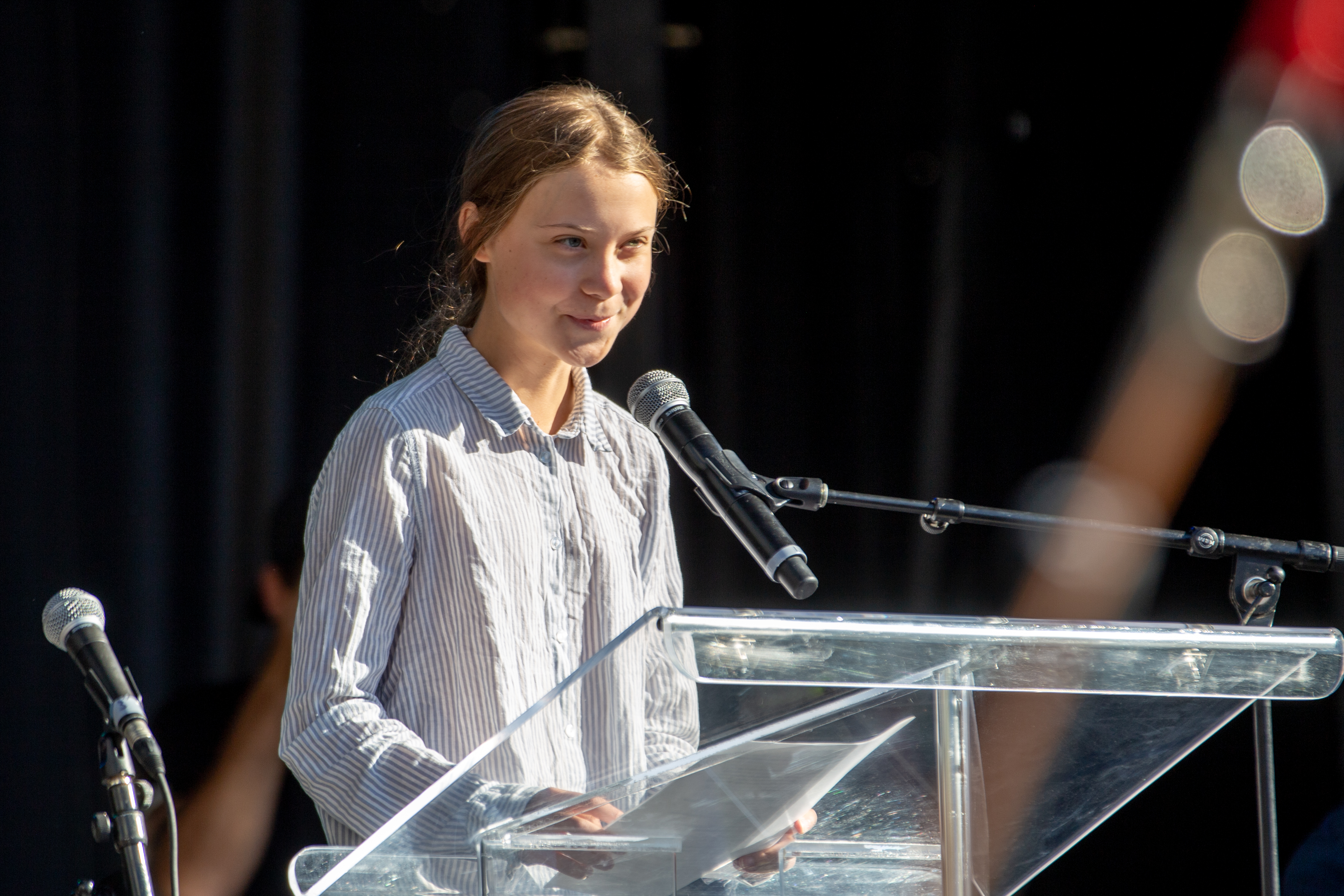
Greta Thunberg in Montréal (2019)

Im August 2019 brachte Herrmann die Klimaaktivistin Greta Thunberg auf der Yacht Malizia II von Plymouth nach New York City, wo sie beim Klimagipfel während der Generalversammlung der Vereinten Nationen von 23. bis 29. September 2019 an Gesprächen über die Klimarahmenkonvention der Vereinten Nationen teilnehmen wollte. Die Crew bestand außer Herrmann aus Gretas Vater Svante Thunberg, dem Filmemacher Nathan Grossman und Pierre Casiraghi, dem Gründer vom Team Malizia und Co-Skipper Herrmanns. Für die Überquerung des Nordatlantik waren 14 Tage eingeplant. Am 14. August 2019 legte die Reisegruppe unter starker Medienbeobachtung in Plymouth zur Atlantiküberquerung ab. Die Malizia II erreichte ihr Ziel am 28. August 2019.
Medienberichten zufolge verursachte die Reise allerdings einen deutlich größeren Treibhausgasausstoß, als wenn Greta Thunberg mit ihrem Vater in die USA geflogen wäre. Nach Aussage des Teams war geplant, dass mehrere Mitarbeiter die Yacht zurück nach Europa segeln und hierfür mit dem Flugzeug in die Vereinigten Staaten reisen. Auch Herrmanns Rückreise sollte mit dem Flugzeug stattfinden. Die aufwändige Medienberichterstattung über ihre Abreise aus Plymouth hat nach Schätzungen einen größeren CO2-Ausstoß verursacht als ein einfacher Flug. Im Zusammenhang mit dieser Reise gerieten auch klimakritische Aktivitäten Casiraghis als Mehrheitsaktionär der Fluggesellschaft Monacair in den Fokus der Berichterstattung. Allerdings glich das Team Malizia nach eigenen Angaben schon seit 2018 seinen gesamten CO2-Ausstoß einschließlich aller Flüge durch Kompensationszahlungen aus.

## Dokumentarfilme
- NDR: Boris Herrmann – Segeln am Limit. 2024, 43 min.